# Castellet del Porquet

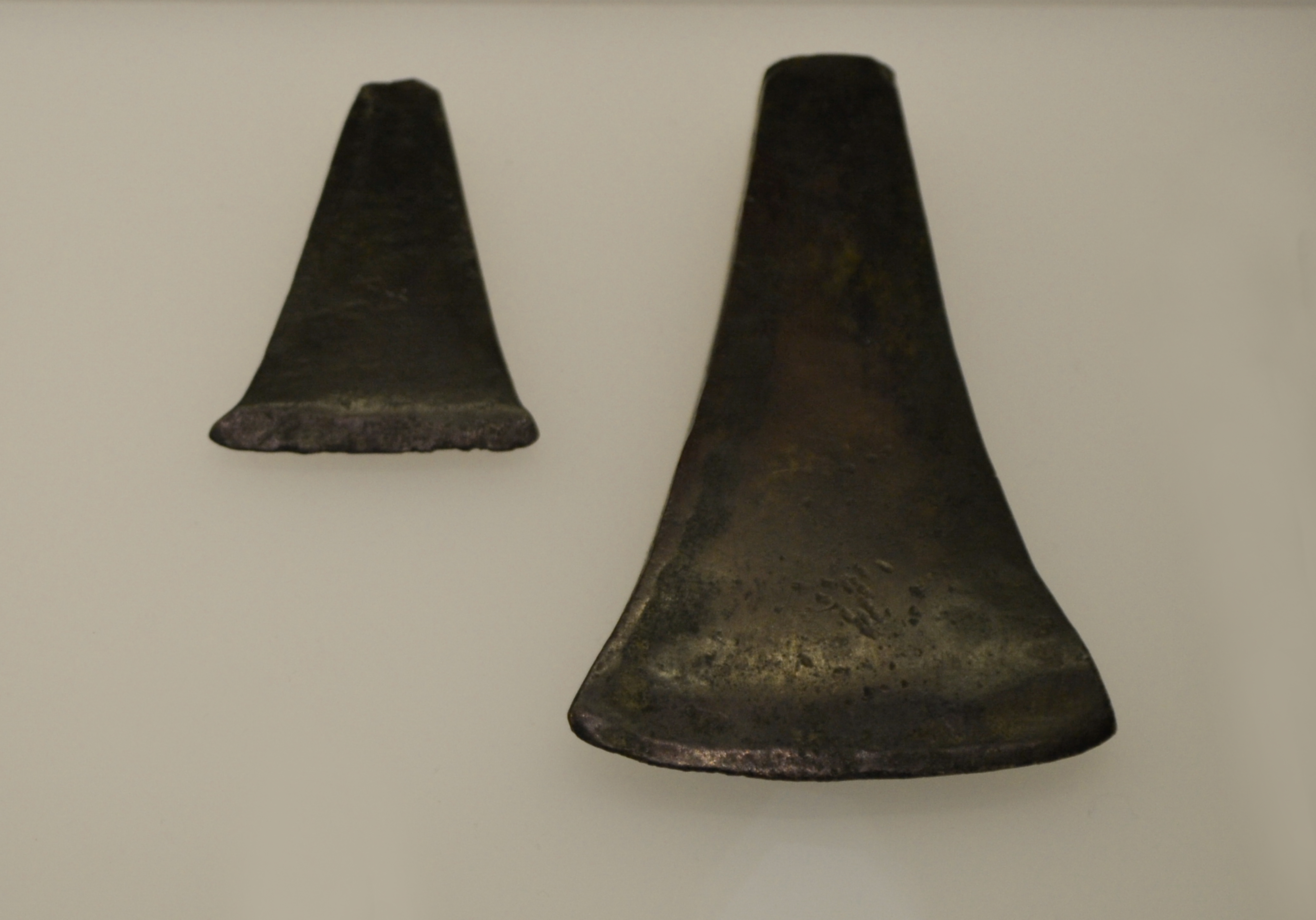
Destrals de bronze provinents del Castellet del Porquet.

El Castellet del Porquet és un jaciment arqueològic ubicat al terme municipal de l'Olleria, a la comarca valenciana de la Vall d'Albaida.
Es tracta de les restes d'un xicotet caseriu fortificat de l'Edat de Bronze, que se situa als contraforts sud-orientals de la Serra Grossa. Consta d'una construcció massissa semisoterrada i algunes fosses de soterrament al seu voltant.
Entre 1845 i 1846 el propietari del terreny, Josep Pla, va iniciar una excavació sense cap rigor científic. En 1937, l'arqueòleg Isidre Ballester Tormo va publicar els resultats de la investigació del jaciment, i l'atribuïa a l'Eneolític-Edat de Bronze.